# Lista över manliga OS-medaljörer i hoppgrenar
Listan avser friidrott. För andra hopprelaterade OS-grenar, se simhopp, hästhoppning, trampolin, gymnastik, backhoppning, freestyle (sport), störtlopp, konståkning med flera.
OBS! Nedan ingår även medaljörerna från jubileumsturneringen 1906 i Aten, som sedan dess fråntagits sin officiella olympiska status.

## Höjdhopp
| År   | Guld               | Guld           | Silver             | Silver         | Brons                 | Brons          |
| ---- | ------------------ | -------------- | ------------------ | -------------- | --------------------- | -------------- |
| 1896 | Ellery Clark       | USA            | James Connolly     | USA            |                       |                |
| 1896 | Ellery Clark       | USA            | Robert Garrett     | USA            |                       |                |
| 1900 | Irving Baxter      | USA            | Patrick Leahy      | Storbritannien | Lajos Gönczy          | Ungern         |
| 1904 | Samuel Jones       | USA            | Garrett Serviss    | USA            | Paul Weinstein        | Tyskland       |
| 1906 | Cornelius Leahy    | Storbritannien | Lajos Gönczy       | Ungern         | Themistoklis Diakidis | Grekland       |
| 1906 | Cornelius Leahy    | Storbritannien | Lajos Gönczy       | Ungern         | Herbert Kerrigan      | USA            |
| 1908 | Harry Porter       | USA            | Géo André          | Frankrike      |                       |                |
| 1908 | Harry Porter       | USA            | Cornelius Leahy    | Storbritannien |                       |                |
| 1908 | Harry Porter       | USA            | István Somodi      | Ungern         |                       |                |
| 1912 | Alma Richards      | USA            | Hans Liesche       | Tyskland       | George Horine         | USA            |
| 1920 | Richmond Landon    | USA            | Harold Muller      | USA            | Bo Ekelund            | Sverige        |
| 1924 | Harold Osborn      | USA            | Leroy Brown        | USA            | Pierre Lewden         | Frankrike      |
| 1928 | Robert King        | USA            | Benjamin Hedges    | USA            | Claude Ménard         | Frankrike      |
| 1932 | Duncan McNaughton  | Kanada         | Bob Van Osdel      | USA            | Simeon Toribio        | Filippinerna   |
| 1936 | Cornelius Johnson  | USA            | David Albritton    | USA            | Delos Thurber         | USA            |
| 1948 | John Winter        | Australien     | Bjørn Paulson      | Norge          | George Stanich        | USA            |
| 1952 | Walter Davis       | USA            | Ken Wiesner        | USA            | José da Conceição     | Brasilien      |
| 1956 | Charles Dumas      | USA            | Charles Porter     | Australien     | Igor Kasjkarov        | Sovjetunionen  |
| 1960 | Robert Sjavlakadze | Sovjetunionen  | Valerij Brumel     | Sovjetunionen  | John Thomas           | USA            |
| 1964 | Valerij Brumel     | Sovjetunionen  | John Thomas        | USA            | John Rambo            | USA            |
| 1968 | Dick Fosbury       | USA            | Ed Caruthers       | USA            | Valentin Gavrilov     | Sovjetunionen  |
| 1972 | Jüri Tarmak        | Sovjetunionen  | Stefan Junge       | Östtyskland    | Dwight Stones         | USA            |
| 1976 | Jacek Wszoła       | Polen          | Greg Joy           | Kanada         | Dwight Stones         | USA            |
| 1980 | Gerd Wessig        | Östtyskland    | Jacek Wszoła       | Polen          | Jörg Freimuth         | Östtyskland    |
| 1984 | Dietmar Mögenburg  | Västtyskland   | Patrik Sjöberg     | Sverige        | Zhu Jianhua           | Kina           |
| 1988 | Gennadiy Avdeyenko | Sovjetunionen  | Hollis Conway      | USA            | Rudolf Povarnitsyn    | Sovjetunionen  |
| 1988 | Gennadiy Avdeyenko | Sovjetunionen  | Hollis Conway      | USA            | Patrik Sjöberg        | Sverige        |
| 1992 | Javier Sotomayor   | Kuba           | Patrik Sjöberg     | Sverige        | Hollis Conway         | USA            |
| 1992 | Javier Sotomayor   | Kuba           | Patrik Sjöberg     | Sverige        | Tim Forsyth           | Australien     |
| 1992 | Javier Sotomayor   | Kuba           | Patrik Sjöberg     | Sverige        | Artur Partyka         | Polen          |
| 1996 | Charles Austin     | USA            | Artur Partyka      | Polen          | Steve Smith           | Storbritannien |
| 2000 | Sergey Klyugin     | Ryssland       | Javier Sotomayor   | Kuba           | Abderahmane Hammad    | Algeriet       |
| 2004 | Stefan Holm        | Sverige        | Matt Hemingway     | USA            | Jaroslav Baba         | Tjeckien       |
| 2008 | Andrej Silnov      | Ryssland       | Germaine Mason     | Storbritannien | Jaroslav Rybakov      | Ryssland       |
| 2012 | Erik Kynard        | USA            | Mutaz Essa Barshim | Qatar          |                       |                |
| 2012 | Erik Kynard        | USA            | Derek Drouin       | Kanada         |                       |                |
| 2012 | Erik Kynard        | USA            | Robert Grabarz     | Storbritannien |                       |                |
| 2016 | Derek Drouin       | Kanada         | Mutaz Essa Barshim | Qatar          | Bohdan Bondarenko     | Ukraina        |
| 2020 | Mutaz Essa Barshim | Qatar          |                    |                | Maksim Nedasekau      | Belarus        |
| 2020 | Gianmarco Tamberi  | Italien        |                    |                | Maksim Nedasekau      | Belarus        |
| 2024 | Hamish Kerr        | Nya Zeeland    | Shelby McEwen      | USA            | Mutaz Essa Barshim    | Qatar          |

## Stående höjdhopp
| År   | Guld        | Guld | Silver                   | Silver   | Brons                    | Brons    |
| 1900 | Ray Ewry    | USA  | Irving Baxter            | USA      | Lewis Sheldon            | USA      |
| 1904 | Ray Ewry    | USA  | Joseph Stadler           | USA      | Lawson Robertson         | USA      |
| 1906 | Ray Ewry    | USA  | Léon Dupont              | Belgien  |                          |          |
| 1906 | Ray Ewry    | USA  | Lawson Robertson         | USA      |                          |          |
| 1906 | Ray Ewry    | USA  | Martin Sheridan          | USA      |                          |          |
| 1908 | Ray Ewry    | USA  | John Biller              | USA      |                          |          |
| 1908 | Ray Ewry    | USA  | Konstantinos Tsiklitiras | Grekland |                          |          |
| 1912 | Platt Adams | USA  | Benjamin Adams           | USA      | Konstantinos Tsiklitiras | Grekland |

## Stavhopp
| År   | Guld                  | Guld          | Silver               | Silver        | Brons                  | Brons         |
| ---- | --------------------- | ------------- | -------------------- | ------------- | ---------------------- | ------------- |
| 1896 | Welles Hoyt           | USA           | Albert Tyler         | USA           | Evangelos Damaskos     | Grekland      |
| 1896 | Welles Hoyt           | USA           | Albert Tyler         | USA           | Ioannis Theodoropoulos | Grekland      |
| 1900 | Irving Baxter         | USA           | Meredith Colket      | USA           | Carl-Albert Andersen   | Norge         |
| 1904 | Charles Dvorak        | USA           | LeRoy Samse          | USA           | Louis Wilkins          | USA           |
| 1906 | Fernand Gonder        | Frankrike     | Bruno Söderström     | Sverige       | Edward Glover          | USA           |
| 1908 | Edward Cook           | USA           |                      |               | Edward Archibald       | Kanada        |
| 1908 | Alfred Gilbert        | USA           | Charles Jacobs       | USA           |                        |               |
| 1908 | Alfred Gilbert        | USA           | Bruno Söderström     | Sverige       |                        |               |
| 1912 | Harry Babcock         | USA           | Frank Nelson         | USA           |                        |               |
| 1912 | Harry Babcock         | USA           | Marcus Wright        | USA           |                        |               |
| 1920 | Frank Foss            | USA           | Henry Petersen       | Danmark       | Edwin Myers            | USA           |
| 1924 | Lee Barnes            | USA           | Glenn Graham         | USA           | James Brooker          | USA           |
| 1928 | Sabin Carr            | USA           | William Droegemuller | USA           | Charles McGinnis       | USA           |
| 1932 | William Miller        | USA           | Shuhei Nishida       | Japan         | George Jefferson       | USA           |
| 1936 | Earle Meadows         | USA           | Shuhei Nishida       | Japan         | Sueo Oe                | Japan         |
| 1948 | Guinn Smith           | USA           | Erkki Kataja         | Finland       | Bob Richards           | USA           |
| 1952 | Bob Richards          | USA           | Donald Laz           | USA           | Ragnar Lundberg        | Sverige       |
| 1956 | Bob Richards          | USA           | Bob Gutowski         | USA           | Georgios Roubanis      | Grekland      |
| 1960 | Don Bragg             | USA           | Ron Morris           | USA           | Eeles Landström        | Finland       |
| 1964 | Fred Hansen           | USA           | Wolfgang Reinhardt   | Tyskland      | Klaus Lehnertz         | Tyskland      |
| 1968 | Bob Seagren           | USA           | Claus Schiprowski    | Västtyskland  | Wolfgang Nordwig       | Östtyskland   |
| 1972 | Wolfgang Nordwig      | Östtyskland   | Bob Seagren          | USA           | Jan Johnson            | USA           |
| 1976 | Tadeusz Ślusarski     | Polen         | Antti Kalliomäki     | Finland       | Dave Roberts           | USA           |
| 1980 | Władysław Kozakiewicz | Polen         | Tadeusz Ślusarski    | Polen         |                        |               |
| 1980 | Władysław Kozakiewicz | Polen         | Konstantin Volkov    | Sovjetunionen |                        |               |
| 1984 | Pierre Quinon         | Frankrike     | Mike Tully           | USA           | Earl Bell              | USA           |
| 1984 | Pierre Quinon         | Frankrike     | Mike Tully           | USA           | Thierry Vigneron       | Frankrike     |
| 1988 | Sergei Bubka          | Sovjetunionen | Rodion Gataullin     | Sovjetunionen | Grigoriy Yegorov       | Sovjetunionen |
| 1992 | Maksim Tarasov        | OSS           | Igor Trandenkov      | OSS           | Javier García          | Spanien       |
| 1996 | Jean Galfione         | Frankrike     | Igor Trandenkov      | Ryssland      | Andrei Tivontchik      | Tyskland      |
| 2000 | Nick Hysong           | USA           | Lawrence Johnson     | USA           | Maksim Tarasov         | Ryssland      |
| 2004 | Timothy Mack          | USA           | Toby Stevenson       | USA           | Giuseppe Gibilisco     | Italien       |
| 2008 | Steven Hooker         | Australien    | Jevgenij Lukjanenko  | Ryssland      | Denis Jurtjenko        | Ukraina       |
| 2012 | Renaud Lavillenie     | Frankrike     | Björn Otto           | Tyskland      | Raphael Holzdeppe      | Tyskland      |
| 2016 | Thiago Braz da Silva  | Brasilien     | Renaud Lavillenie    | Frankrike     | Sam Kendricks          | USA           |
| 2020 | Armand Duplantis      | Sverige       | Christopher Nilsen   | USA           | Thiago Braz da Silva   | Brasilien     |
| 2024 | Armand Duplantis      | Sverige       | Sam Kendricks        | USA           | Emmanouil Karalis      | Grekland      |

## Längdhopp
| År   | Guld                   | Guld           | Silver                 | Silver         | Brons                | Brons          |
| ---- | ---------------------- | -------------- | ---------------------- | -------------- | -------------------- | -------------- |
| 1896 | Ellery Clark           | USA            | Robert Garrett         | USA            | James Connolly       | USA            |
| 1900 | Alvin Kraenzlein       | USA            | Meyer Prinstein        | USA            | Patrick Leahy        | Storbritannien |
| 1904 | Meyer Prinstein        | USA            | Daniel Frank           | USA            | Robert Stangland     | USA            |
| 1906 | Meyer Prinstein        | USA            | Peter O'Connor         | Storbritannien | Hugo Friend          | USA            |
| 1908 | Frank Irons            | USA            | Daniel Kelly           | USA            | Calvin Bricker       | Kanada         |
| 1912 | Albert Gutterson       | USA            | Calvin Bricker         | Kanada         | Georg Åberg          | Sverige        |
| 1920 | William Pettersson     | Sverige        | Carl Johnson           | USA            | Erik Abrahamsson     | Sverige        |
| 1924 | William DeHart Hubbard | USA            | Ed Gourdin             | USA            | Sverre Hansen        | Norge          |
| 1928 | Ed Hamm                | USA            | Silvio Cator           | Haiti          | Alfred Bates         | USA            |
| 1932 | Ed Gordon              | USA            | Lambert Redd           | USA            | Chuhei Nambu         | Japan          |
| 1936 | Jesse Owens            | USA            | Luz Long               | Tyskland       | Naoto Tajima         | Japan          |
| 1948 | Willie Steele          | USA            | Theo Bruce             | Australien     | Herb Douglas         | USA            |
| 1952 | Jerome Biffle          | USA            | Meredith Gourdine      | USA            | Ödön Földessy        | Ungern         |
| 1956 | Greg Bell              | USA            | John Bennett           | USA            | Jorma Valkama        | Finland        |
| 1960 | Ralph Boston           | USA            | Irvin Roberson         | USA            | Igor Ter-Ovanesian   | Sovjetunionen  |
| 1964 | Lynn Davies            | Storbritannien | Ralph Boston           | USA            | Igor Ter-Ovanesian   | Sovjetunionen  |
| 1968 | Bob Beamon             | USA            | Klaus Beer             | Östtyskland    | Ralph Boston         | USA            |
| 1972 | Randy Williams         | USA            | Hans Baumgartner       | Västtyskland   | Arnie Robinson       | USA            |
| 1976 | Arnie Robinson         | USA            | Randy Williams         | USA            | Frank Wartenberg     | Östtyskland    |
| 1980 | Lutz Dombrowski        | Östtyskland    | Frank Paschek          | Östtyskland    | Valerij Podluzjnyj   | Sovjetunionen  |
| 1984 | Carl Lewis             | USA            | Gary Honey             | Australien     | Giovanni Evangelisti | Italien        |
| 1988 | Carl Lewis             | USA            | Mike Powell            | USA            | Larry Myricks        | USA            |
| 1992 | Carl Lewis             | USA            | Mike Powell            | USA            | Joe Greene           | USA            |
| 1996 | Carl Lewis             | USA            | James Beckford         | Jamaica        | Joe Greene           | USA            |
| 2000 | Iván Pedroso           | Kuba           | Jai Taurima            | Australien     | Roman Shchurenko     | Ukraina        |
| 2004 | Dwight Phillips        | USA            | John Moffitt           | USA            | Joan Lino Martinez   | Spanien        |
| 2008 | Irving Saladino        | Panama         | Khotso Mokoena         | Sydafrika      | Ibrahim Camejo       | Kuba           |
| 2012 | Greg Rutherford        | Storbritannien | Mitchell Watt          | Australien     | Will Claye           | USA            |
| 2016 | Jeff Henderson         | USA            | Luvo Manyonga          | Sydafrika      | Greg Rutherford      | Storbritannien |
| 2020 | Miltiadis Tentoglou    | Grekland       | Juan Miguel Echevarría | Kuba           | Maykel Massó         | Kuba           |
| 2024 | Miltiadis Tentoglou    | Grekland       | Wayne Pinnock          | Jamaica        | Mattia Furlani       | Italien        |

## Ståendelängdhopp
| År   | Guld                     | Guld           | Silver                   | Silver   | Brons             | Brons     |
| 1900 | Ray Ewry                 | USA            | Irving Baxter            | USA      | Emile Torcheboeuf | Frankrike |
| 1904 | Ray Ewry                 | USA            | Charles King             | USA      | John Biller       | USA       |
| 1906 | Ray Ewry                 | Storbritannien | Martin Sheridan          | USA      | Lawson Robertson  | USA       |
| 1908 | Ray Ewry                 | USA            | Konstantinos Tsiklitiras | Grekland | Martin Sheridan   | USA       |
| 1912 | Konstantinos Tsiklitiras | Grekland       | Platt Adams              | USA      | Benjamin Adams    | USA       |

## Tresteg
| År   | Guld                    | Guld           | Silver                 | Silver         | Brons                   | Brons          |
| ---- | ----------------------- | -------------- | ---------------------- | -------------- | ----------------------- | -------------- |
| 1896 | James Connolly          | USA            | Alexandre Tuffèri      | Frankrike      | Ioannis Persakis        | Grekland       |
| 1900 | Meyer Prinstein         | USA            | James Connolly         | USA            | Lewis Sheldon           | USA            |
| 1904 | Meyer Prinstein         | USA            | Frederick Engelhardt   | USA            | Robert Stangland        | USA            |
| 1906 | Peter O'Connor          | Storbritannien | Cornelius Leahy        | Storbritannien | Thomas Cronan           | USA            |
| 1908 | Tim Ahearne             | Storbritannien | Garfield MacDonald     | Kanada         | Edvard Larsen           | Norge          |
| 1912 | Gustaf "Topsy" Lindblom | Sverige        | Georg Åberg            | Sverige        | Erik Almlöf             | Sverige        |
| 1920 | Vilho Tuulos            | Finland        | Folke Jansson          | Sverige        | Erik Almlöf             | Sverige        |
| 1924 | Nick Winter             | Australien     | Luis Brunetto          | Argentina      | Vilho Tuulos            | Finland        |
| 1928 | Mikio Oda               | Japan          | Levi Casey             | USA            | Vilho Tuulos            | Finland        |
| 1932 | Chuhei Nambu            | Japan          | Erik "Spänst" Svensson | Sverige        | Kenkichi Oshima         | Japan          |
| 1936 | Naoto Tajima            | Japan          | Masao Harada           | Japan          | Jack Metcalfe           | Australien     |
| 1948 | Arne Åhman              | Sverige        | George Avery           | Australien     | Ruhi Sarialp            | Turkiet        |
| 1952 | Adhemar da Silva        | Brasilien      | Leonid Shcherbakov     | Sovjetunionen  | Arnoldo Devonish        | Venezuela      |
| 1956 | Adhemar da Silva        | Brasilien      | Vilhjálmur Einarsson   | Island         | Vitold Kreyer           | Sovjetunionen  |
| 1960 | Józef Schmidt           | Polen          | Vladimir Goryayev      | Sovjetunionen  | Vitold Kreyer           | Sovjetunionen  |
| 1964 | Józef Schmidt           | Polen          | Oleg Fedoseyev         | Sovjetunionen  | Viktor Kravchenko       | Sovjetunionen  |
| 1968 | Viktor Sanyeyev         | Sovjetunionen  | Nelson Prudencio       | Brasilien      | Giuseppe Gentile        | Italien        |
| 1972 | Viktor Sanyeyev         | Sovjetunionen  | Jörg Drehmel           | Östtyskland    | Nelson Prudencio        | Brasilien      |
| 1976 | Viktor Sanyeyev         | Sovjetunionen  | James Butts            | USA            | João Carlos de Oliveira | Brasilien      |
| 1980 | Jaak Uudmäe             | Sovjetunionen  | Viktor Sanyeyev        | Sovjetunionen  | João Carlos de Oliveira | Brasilien      |
| 1984 | Al Joyner               | USA            | Mike Conley            | USA            | Keith Connor            | Storbritannien |
| 1988 | Khristo Markov          | Bulgarien      | Igor Lapsjin           | Sovjetunionen  | Aleksandr Kovalenko     | Sovjetunionen  |
| 1992 | Mike Conley             | USA            | Charles Simpkins       | USA            | Frank Rutherford        | Bahamas        |
| 1996 | Kenny Harrison          | USA            | Jonathan Edwards       | Storbritannien | Yoelbi Quesada          | Kuba           |
| 2000 | Jonathan Edwards        | Storbritannien | Yoel García            | Kuba           | Denis Kapustin          | Ryssland       |
| 2004 | Christian Olsson        | Sverige        | Marian Oprea           | Rumänien       | Danila Burkenya         | Ryssland       |
| 2008 | Nelson Évora            | Portugal       | Phillips Idowu         | Storbritannien | Leevan Sands            | Bahamas        |
| 2012 | Christian Taylor        | USA            | Will Claye             | USA            | Fabrizio Donato         | Italien        |
| 2016 | Christian Taylor        | USA            | Will Claye             | USA            | Dong Bin                | Kina           |
| 2020 | Pedro Pichardo          | Portugal       | Zhu Yaming             | Kina           | Hugues Fabrice Zango    | Burkina Faso   |
| 2024 | Jordan Díaz             | Spanien        | Pedro Pichardo         | Portugal       | Andy Díaz               | Italien        |

## Ståendetresteg
| År   | Guld     | Guld | Silver        | Silver | Brons          | Brons |
| 1900 | Ray Ewry | USA  | Irving Baxter | USA    | Robert Garrett | USA   |
| 1904 | Ray Ewry | USA  | Charles King  | USA    | Joseph Stadler | USA   |